# امیرحسن فردوس
امیرحسن فردوس (زاده ۷ مهر ۱۳۰۸) وزنه‌بردار اهل ایران بوده است.
وی در بازی‌های المپیک تابستانی ۱۹۵۲ در وزن ۶۷٫۵–۶۰ کیلوگرم (Lightweight) شرکت کرده است، فردوس با زدن وزنه‌های ۱۰۷٫۵ کیلوگرم در یک‌ضرب و ۱۳۵ کیلوگرم در دو ضرب در مجموع در رتبه ۵ رده‌بندی کلی قرار گرفت.

## زندگی شخصی
فردوس در ۷ مهرماه ۱۳۰۸ در خانواده ای اصفهانی به دنیا آمد. بعد از اتمام دوران ابتدایی، سه سال در دبیرستان تحصیل کرد و سپس تحصیل را رها کرده به سراغ ورزش رفت. امیرحسن در پانزده‌سالگی با دوستان خود به باشگاه راه‌آهن رفت و مشغول تماشای تمرین ورزشکارانی چون رسول رئیسی و ناصر مافی شد. او در پایان تمرین خواست زور خود را بیازماید و به همین جهت وزنه ۶۰ کیلویی را با موفقیت بالای سر برد. رئیسی با دیدن استعداد او از او خواست به باشگاه نیرو راستی بیاید تا با هم تمرین کنند. فردوس وسایل تمرین را مهیا کرد و طبق قراری که با رئیسی گذاشته بود، یک روز بعد به باشگاه نیرو راستی رفت که توسط منوچهر مهران و همسر او منیر مهران اداره می‌شد و ورزشکاران بزرگی چون محمود نامجو و جعفر سلماسی که در المپیک ۱۹۴۸ حضور داشتند در این باشگاه تمرین می‌کردند. بدین ترتیب فردوس در این فضا تعلیم گرفت و رشد کرد.